# 貴子坑溪 (新北市)
貴子坑溪位於台灣北部，屬於淡水河水系，為大窠坑溪的支流。河長約5.2公里，流域分佈於新北市泰山區東半部，因流經貴子坑地區（今名貴子村，位於明志科技大學一帶）而得名。其源頭位於泰山区南端，近新莊區丹鳳地區，朝東北方向流，約略與二省道平行，經泰林路、新五路橋下流至五股区邊界，於右側納入新莊區流來之中港大排後，續沿五股工業區外圍北流約650公尺，隨後注入塭子川。
貴子坑溪下游兩岸均有道路，其中南岸之中港南路為國道一號五股交流道一帶通往五股工業區的捷徑。